# Ringkøbing-Skjern (općina)
Randers je općina u danskoj regiji Središnji Jutland.

## Zemljopis
Općina se nalazi u zapadnom dijelu poluotoka Jutlanda, prositire se na 1488,86 km2.

## Stanovništvo
Prema podacima o broju stanovnika iz 2010. godine općina je imala 	58.439 stanovnika, dok je prosječna gustoća naseljenosti 39,25 stan/km2. Najveći gradovi u općini su Ringkøbing i Skjern.

### Veća naselja
| Veća naselja u općini |              |                    |
| Br.                   | Naselje      | Stanovnika (2010.) |
| 1.                    | Ringkøbing   | 9.850              |
| 2.                    | Skjern       | 7.506              |
| 3.                    | Videbæk      | 4.330              |
| 4.                    | Tarm         | 4.129              |
| 5.                    | Hvide Sande  | 3.170              |
| 6.                    | Lem          | 1.440              |
| 7.                    | Spjald       | 1.294              |
| 8.                    | Vorgod-Barde | 1.006              |
| 9.                    | Tim          | 861                |
| 10.                   | Borris       | 810                |

## Vanjske poveznice
- Službena stranica općine